# Гаплогруппа K1d (мтДНК)
Гаплогруппа K1d — гаплогруппа митохондриальной ДНК человека.

## Описание
Гаплогруппа K1d имеет ограниченное распространение в странах Северной Европы: Великобритания (Англия), Германия, Дания, Польша, Россия, Швеция. Также она была обнаружена в отдалённых странах, таких как Австралия и США.

## Палеогенетика

### Неолит
Северн-Котсуолдские гробницы
- I21385 | P6480; 3666/3978; P6465 __ Hazleton North __ Котсуолд (район), Глостершир, Юго-Западная Англия, Великобритания __ 3950–3350 BCE (5600±173 BP) __ М __ I2a1a1b (I-S21825) > I-FT344600 # K1d.[1]

### Бронзовый век
Северо-западный блок
- I4076 | skeleton 247-M18 __ Oostwoud-Tuithoorn __ Медемблик, Северная Голландия, Нидерланды __ 1882–1750 calBCE (3490±20 BP, PSUAMS-2319) __ Ж __ K1d > K1d-a1.[2]

- I12082 | N23_ V67 __ Hoogkarspel-Houterpolder-West __ Дрехтерланд, Северная Голландия, Нидерланды __ 1450-1250 BCE (3300±58 BP) __ Ж __ K1d.[1]

### Средние века
- VK221 | 5757-14 __ Старая Ладога __ Волховский район, Ленинградская область, Россия __ 9–10 века __ М __ I1a1b1 (L22) > I-Y5473 # K1d.[3]

- LM65mt / 1334 — SRP98, Phase 15 — St. Mary Spital, Лондон — Англия — 1225 н. э. — М — K1d.[4]

- G1042 / KH150947 — St. George's Leper Hospital — Дания — 1270–1536 н.э. (most 1270–1400) — Ж — 29–39 лет — H2 / K1d.[5]

## Публикации
2018
- Olalde, I., Brace, S., Allentoft, M. et al. The Beaker phenomenon and the genomic transformation of northwest Europe. Nature (21 февраля 2018). Архивировано 9 мая 2017 года.
- Krause-Kyora, B., Nutsua, M., Boehme, L. et al. Ancient DNA study reveals HLA susceptibility locus for leprosy in medieval Europeans. Nature Communications (1 мая 2018).

2019
- Klunk, J, Duggan, AT, Redfern, R, et al. Genetic resiliency and the Black Death: No apparent loss of mitogenomic diversity due to the Black Death in medieval London and Denmark. American Journal of Physical Anthropology (9 апреля 2019).

2020
- Margaryan, A., Lawson, D.J., Sikora, M. et al. Population genomics of the Viking world. Nature (16 сентября 2020). Архивировано 17 июля 2019 года.

2022
- Patterson N; Isakov M; Booth T; et al. (January 2022). Large-scale migration into Britain during the Middle to Late Bronze Age. Nature. 601 (7894): 588–594. doi:10.1038/s41586-021-04287-4. PMC 8889665. PMID 34937049.